# Кимбърли (плато)
Кимбърли (на английски: Kimberley Tableland) е обширно плато в северозападната част на Австралия, разположено в северната част на щата Западна Австралия. Платото има почти кръгла форма с диаметър около 400 km. На север и северозапад склоновете му се спускат към силно разчлененото крайбрежие на Индийския океан, на юг постепенно преминават в Голямата пясъчна пустиня, а на изток достигат до границата на Северната територия. Изградено е от древни кристалинни скали и пясъчници, а на изток – от базалти. Повърхността му е силно разчленена на отделни плата и хребети (Дюран (914 m), Антрим, Паркър (725 m), Макклинток, Лапц (643 m), Хан (776 m), Кинг Леополд с връх Орд (936 m) и др.) в резултат на милионите години речна ерозия. Климатът е субекваториален с влажен сезон през зимата (юни – септември). От него водят началото си множество реки (Фицрой , Исдейл, Кинг Едуард, Драйсдейл, Дюрак, Пентекост, Орд и др.), всички вливащи се в Индийския океан. На север е обрасло с вечнозелени евкалиптови редки гори, а по долините на реките – с гъсти и влажни гори. Южните му, много по-сухи части са заети от аридни редки гори, житни треви и храсти.